# フィリップ (ドイツ王)
フィリップ・フォン・シュヴァーベン（Philipp von Schwaben, 1177年 - 1208年6月21日）は、ホーエンシュタウフェン朝第5代ローマ王（ドイツ王、在位：1198年  -  1208年）。ヴェルフ家の対立王オットー4世を下して事実上の皇帝（神聖ローマ皇帝）となったが、正式な戴冠を果たす前に暗殺された。皇帝フリードリヒ1世と2番目の妃ベアトリクスの末子。兄のハインリヒ6世皇帝が死去し、後継者として共同王となっていた甥のフリードリヒ2世を一旦後見したが、ヴェルフ家との対抗上自らローマ王となった。志半ばの死で帝位はオットー4世に奪われ、ホーエンシュタウフェン朝は一時途絶える。

## 生涯
当初は聖職にあり、ヴュルツブルク司教となっていたが、1191年頃還俗して、兄のハインリヒ6世のシチリア遠征に従った。1196年にシュヴァーベン公になり、1197年に東ローマ皇帝イサキオス2世アンゲロスの娘でシチリア王ルッジェーロ3世妃だったイレーネー・アンゲリナと結婚した。
1197年に兄が死去すると既にローマ王（実質的な皇太子及びドイツ王）に就いていた幼少の甥フリードリヒ2世の後見者となったが、ヴェルフ家のオットー4世が帝位を主張し、ローマ教皇もこれを支持したため、幼いフリードリヒ2世では対抗できないと見たホーエンシュタウフェン家派の諸侯は、1198年にフィリップをローマ王に推戴した。1199年マグデブルクで「空前の豪華さで祝われた」キリスト降誕祭におけるフィリップ王と王妃イレーネのモダンで優雅な入場パレードは『ハルベルシュタト司教事績』（GESTA EPISCOPORUM HALBERSTADENSIUM）において詳述され、ヴァルター・フォン・デア・フォーゲルヴァイデの箴言歌（L. 19,5-14）においても詠われている。

その後、ローマ教皇インノケンティウス3世が推すオットー4世とフランス王フィリップ2世の支持を受けたフィリップの抗争は続いたが、1204年頃から形勢はフィリップに有利となり、1207年にはほぼフィリップが勝利を収めつつあった。この形勢を観てインノケンティウスはオットーの支援から手を引き、フィリップの破門を解いてローマ王として承認した上で、ローマで皇帝として戴冠する約束をした。しかし、1208年にフィリップは娘の結婚問題からヴィッテルスバッハ家のバイエルン宮中伯オットー8世 (de) によって暗殺された。このためローマ皇帝にはオットー4世が就くことになった。
なお、1201年頃に義弟にあたる東ローマ帝国の亡命皇子アレクシオス（アレクシオス4世アンゲロス）がフィリップの元に滞在していたが、同時期に第4回十字軍の指導者だったモンフェッラート侯ボニファーチョ1世がフィリップの元を訪れており、この時にコンスタンティノープル攻撃が計画されたと推定されている。また、内乱期にボヘミア公オタカル1世のボヘミア王位を承認、以後ボヘミアは帝国の中でも特別な国家となっていった。

## 子女
イレーネーとの間には4人の子が生まれた。
- ベアトリクス（1198年 - 1212年） - ローマ皇帝オットー4世の皇后
- クニグンデ（1200年 - 1248年） - ボヘミア王ヴァーツラフ1世妃
- マリア（1201年 - 1235年） - ブラバント公アンリ2世妃
- エリーザベト（1203年 - 1235年） - カスティーリャ王フェルナンド3世妃

次女クニグンデと四女エリーザベトが生んだ2人の孫、オタカル2世とアルフォンソ10世がホーエンシュタウフェン朝断絶後の大空位時代にローマ皇帝になるべく立候補したが、いずれも即位出来ずに終わった。